# De ganzenhoedster aan de bron
De ganzenhoedster aan de bron of De ganzenhoedster bij de bron is een sprookje uit Kinder- und Hausmärchen met volgnummer KHM179, opgetekend door de gebroeders Grimm. De oorspronkelijke naam is Die Gänsehirtin am Brunnen.

## Het verhaal

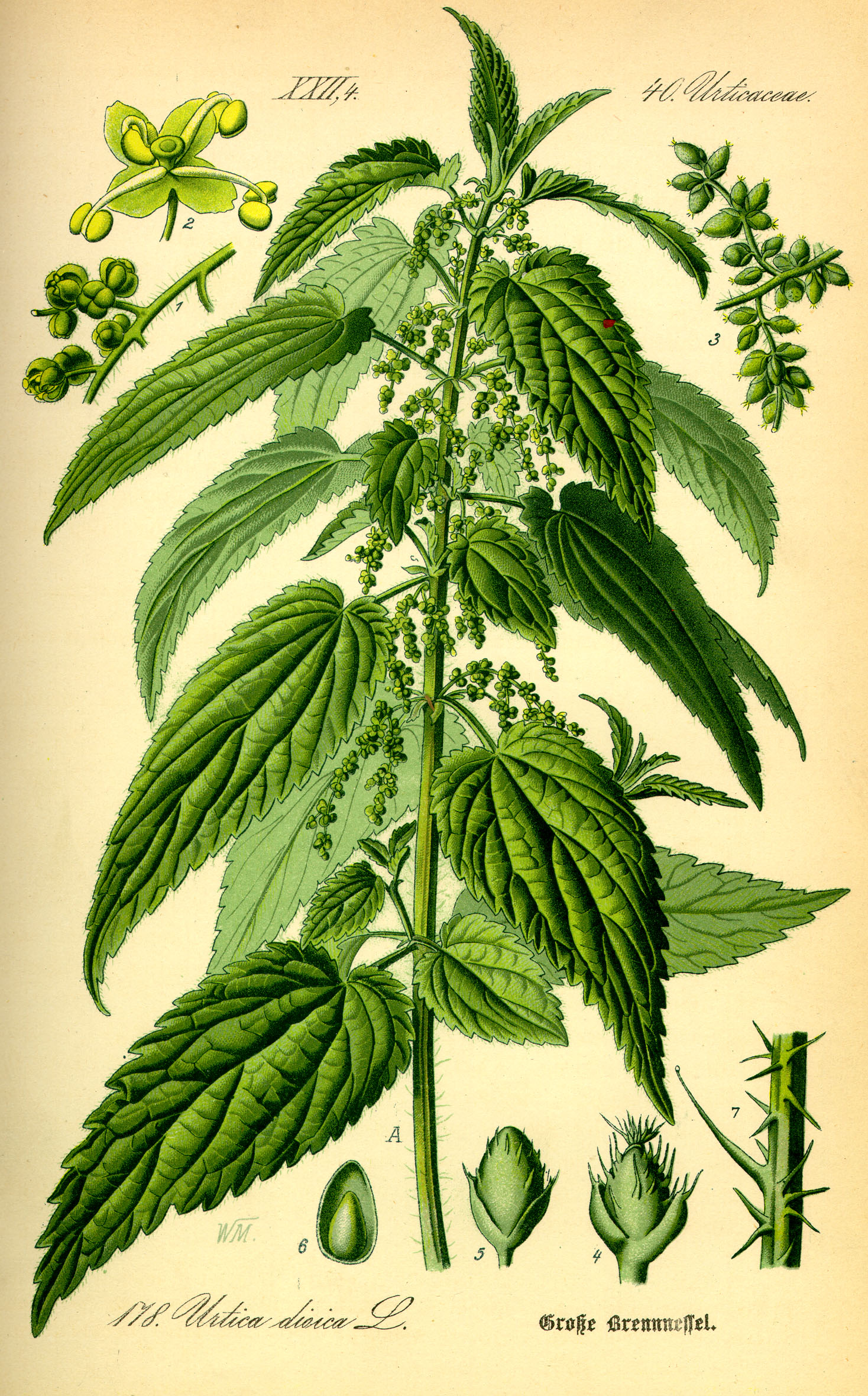
Brandnetel

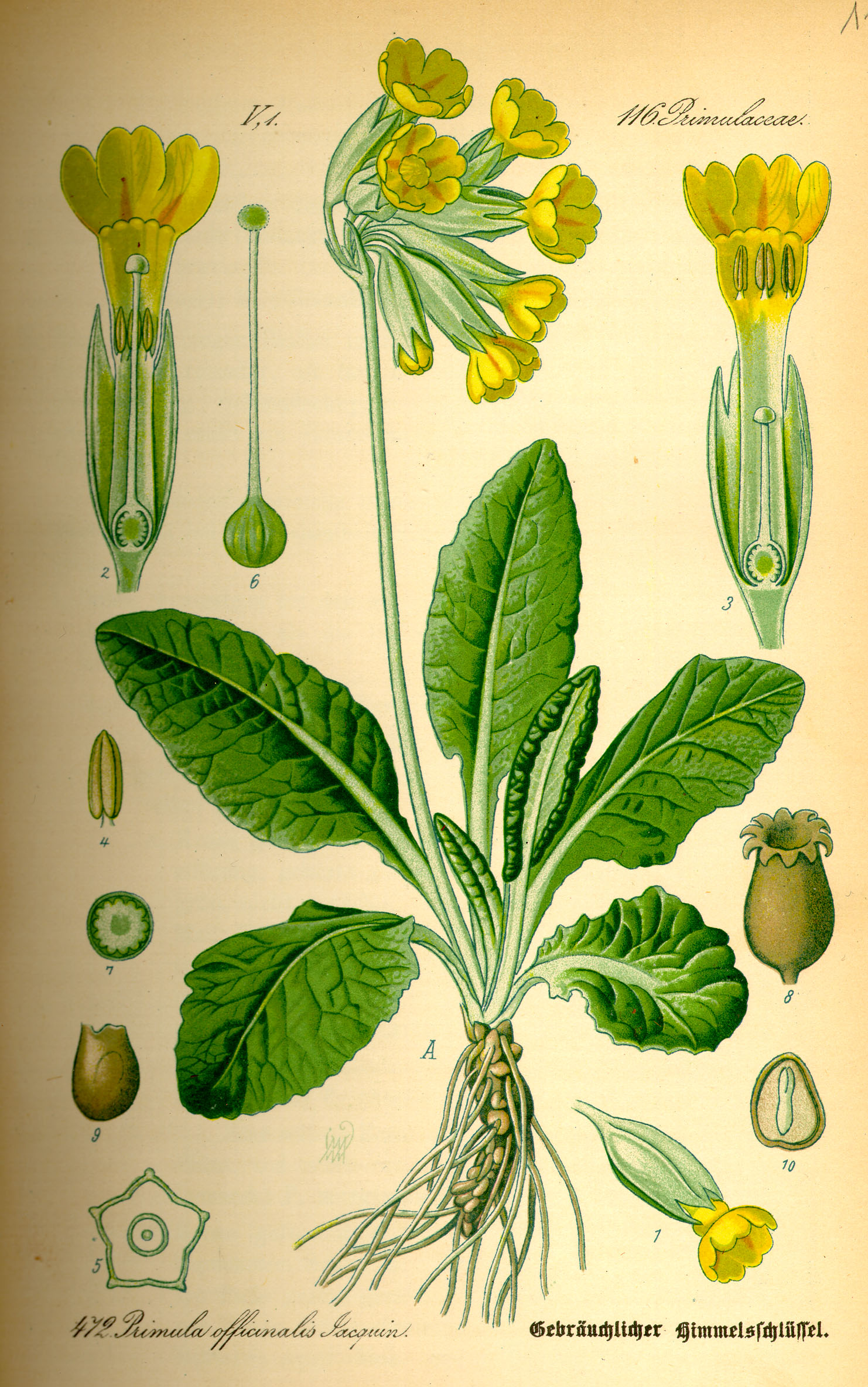
Sleutelbloem

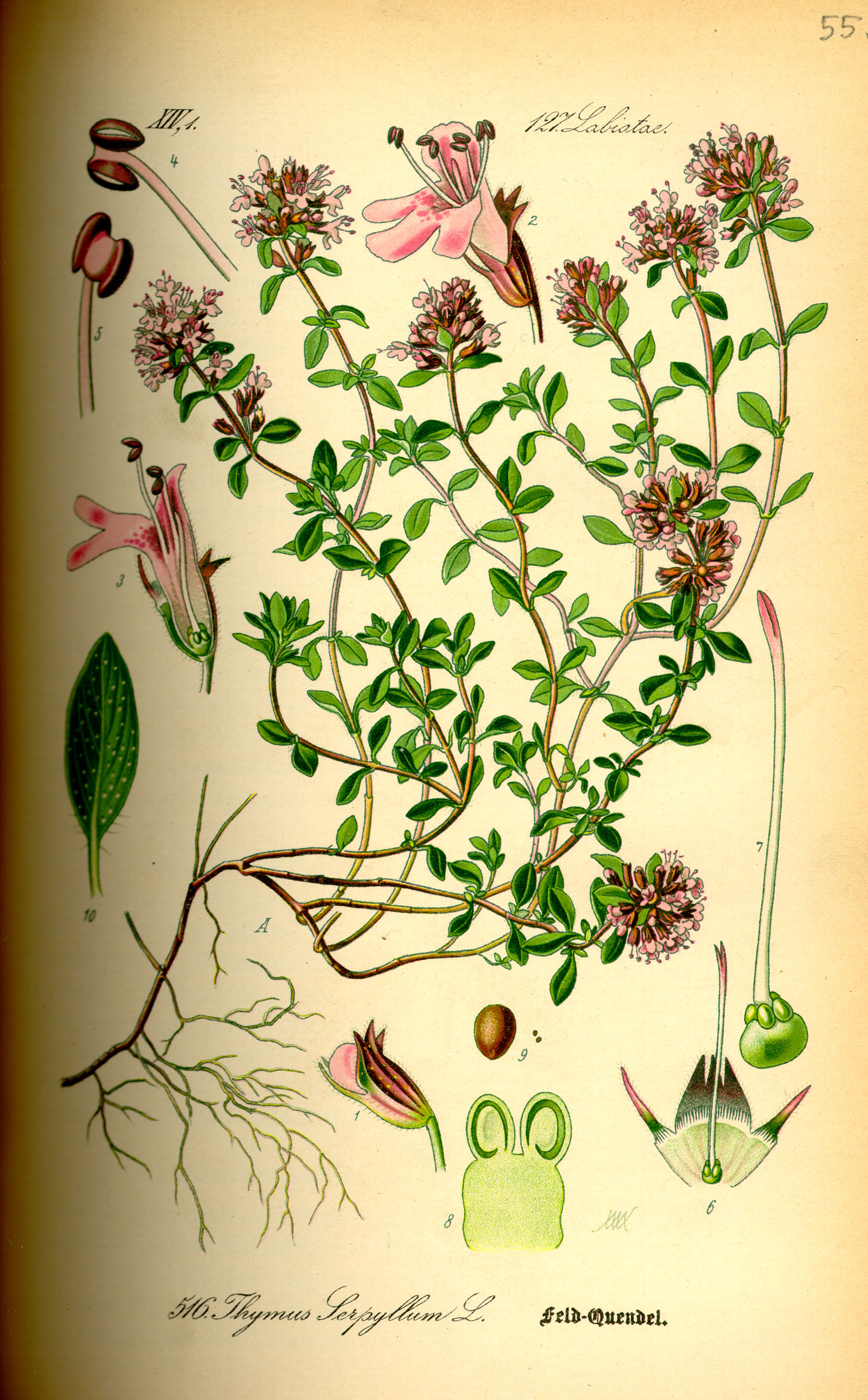
Wilde tijm

Een stokoude moeder woont met haar kudde op een eenzame plek, omringd door een groot woud, tussen de bergen. Ze snijdt gras voor haar ganzen en plukt wilde vruchten. Ze groet iedereen vriendelijk en ze draagt haar last. De mensen ontwijken haar als ze kunnen en ze wordt een heks genoemd. Een knappe jongeman ziet de heks het gras snijden met een sikkel en hij ziet dat ze al veel gras in haar draagdoek heeft gestopt. Ook staan er twee manden vol wilde appels en peren. De jongeman hoort dat zij dit moet dragen, kinderen van rijke mensen hoeven dit niet te doen. En bij de boeren zeggen ze: kijk niet om, je rug is krom.
De vrouw vraagt of de jongeman haar last wil dragen en hij vertelt dat hij de zoon is van een rijke graaf. Toch draagt hij de last, maar hij klaagt en zegt dat het wel keien lijken. De last lijkt wel van lood, maar de vrouw laat hem de manden niet neerzetten en spot met zijn kracht. Ze wil dat de jongeman de last draagt en niet alleen mooie praatjes ophoudt. Als ze de bergen beklimmen, wordt de last nog zwaarder. Het lukt de jongeman echter niet de draagdoek af te werpen en het vrouwtje vertelt dat hij pas kan rusten als ze op de bestemming zijn. De oude vrouw springt rond met haar kruk en vertelt dat er een beloning wacht. De jongeman schikt zich in zijn lot en loopt door, maar op een gegeven moment springt de vrouw op de draagdoek.
Alhoewel de vrouw mager is, is ze zwaarder dan de dikste boerendochter. Als de jongeman stopt, slaat ze hem met een tak brandnetels op de benen. Ze komen bij het huis van de oude vrouw en de ganzen rennen haar tegemoet. Een bejaarde boerenmeid, zo lelijk als de nacht, loopt achter de kudde en ze vraagt waarom de oude vrouw zo lang is weggebleven. De oude vrouw vertelt dat de jongeman haar last heeft gedragen en dat ze een plezierige terugtocht heeft gehad. Ze haalt de vracht van de rug van de jongeman en haalt de manden van zijn armen. Ze zegt hem te rusten op de bank en het ganzenhoedstertje moet naar binnen, omdat het niet gepast is alleen te zijn met een man. De jongeman is echter totaal niet geïnteresseerd in de lelijke vrouw. De oude vrouw knuffelt haar ganzen en gaat ook naar binnen.
De jongeman zit op de bank onder een wilde appelboom, hij ziet een wei vol met sleutelbloemen en wilde tijm. Hij valt in slaap en de oude vrouw maakt hem wakker, ze wil hem zijn loon geven. Ze geeft hem een doosje, gemaakt van één smaragd, en vertelt dat het geluk zal brengen. De jongeman vertrekt en kijkt niet naar het mooie dochtertje. Na drie dagen vindt hij een uitweg uit de wildernis en komt in een grote stad. Hij wordt bij de koning en koningin gebracht en hij valt op zijn knieën en legt het smaragden doosje aan de voeten van de koningin. Ze wil dat hij het aanreikt, maar ze valt neer als ze in het doosje kijkt. De graaf wordt gegrepen, maar de koningin wil hem dan onder vier ogen spreken.
Ze vertelt dat ze elke ochtend vol zorgen ontwaakt, ze had drie dochters. De jongste dochter was erg mooi en zo wit als sneeuw, met wangen zo rood als appelbloesem en haren als zonnestralen. Als ze huilde, vielen er parels en edelstenen uit haar ogen in plaats van tranen. De koning liet de drie meisjes voor zijn troon verschijnen en ze horen wat ze zullen erven als de koning sterft. Degene die het meest van de koning houdt, zal het meeste ontvangen na zijn dood. De oudste dochter houdt van de koning als van de zoetste suiker en de tweede zoals ze houdt van haar mooiste jurk. De jongste dochter houdt van haar vader, maar kan dit met niets vergelijken.
Ze vindt eten zonder zout niet lekker en daarom houdt ze van haar vader als van zout. De koning wordt boos en hij wil haar liefde met zout belonen, hij verdeelt het rijk onder de oudste twee zussen en de jongste moet met een zak zout op haar rug naar het woud. De koningin heeft voor haar dochter gebeden en de hele weg lag bezaaid met parels, omdat het meisje huilend vertrok. De koning kreeg al snel berouw en liet zijn dochter zoeken, maar niemand kon haar vinden. In het doosje van smaragd lag echter een traan in parelvorm en de koningin wil weten waar dit bijzondere stuk vandaan komt.
De graaf vertelt dat hij het doosje van een oude vrouw heeft gekregen, maar hij heeft geen kind gezien. De koning en koningin gaan op zoek naar de oude vrouw, die zit te spinnen aan haar spinnewiel. De ganzen krijsen en de dochter komt binnen en begint ook te spinnen. Samen zitten ze twee uren te spinnen, waarna een oude nachtuil aan het raam komt en driemaal oehoe roept. De oude vrouw vertelt dat het tijd is en het jonge meisje staat op en loopt over velden tot in het dal. Ze komt bij een bron met drie oude eiken en de volle maan verlicht het landschap. Het meisje trekt een vlies van haar gezicht en begint zich te wassen. Ze dompelt het vlies ook in het water en legt dit in het gras, zodat het kan bleken en drogen.
De grijze vlecht valt af en de gouden haren komen tevoorschijn in het maanlicht, ze bedekken haar hele lijf. Alleen haar ogen zijn te zien en ze schitteren als sterren. Als ze geritsel hoort, trekt ze snel het vlies weer om en verdwijnt als een kaars die wordt uitgeblazen. Ze rent naar huis en de oude vrouw begint het huis schoon te maken. Ze vertelt dat het meisje drie jaar geleden bij haar kwam en het is al na elven, maar nog niet middernacht. De oude vrouw vertelt dat het meisje niet langer bij haar kan blijven en het huis moet schoon zijn, voordat ze vertrekt. De oude vrouw wil dat het meisje het vlies afdoet en haar zijden jurk aantrekt, waarmee ze arriveerde in het afgelegen huisje.
De jongeman is met de koning en koningin op zoek gegaan naar het meisje, maar is hen kwijtgeraakt. De jongeman wil overnachten in een grote boom en ziet een gedaante de berg aflopen. Hij herkent de ganzenhoedster die hij bij het huis van de oude vrouw heeft gezien. Hij is verbaasd als hij ziet hoe ze het vlies aftrekt en haar gouden haren wast in de bron. Hij valt uit de boom en het meisje vlucht weg, waarna de graaf haar achternarent. De koning en koningin lopen naar het licht van het huisje en horen wat er is gebeurd. Ze komen bij het brandschone huisje en de oude vrouw nodigt hen uit om binnen te komen. Ze vertelt dat de lange tocht niet nodig was geweest als het meisje niet was verstoten. Door de ganzen te hoeden heeft ze niks slechts geleerd en heeft nog steeds een zuiver hart. De koning is gestraft door de angst waarin hij heeft geleefd en als de dochter de kamer inloopt, lijkt ze op een engel.
De koning vraagt wat zijn jongste dochter wil ontvangen, maar ze heeft niks nodig. De parels zijn kostbaarder dan het hele koninkrijk en de oude vrouw schenkt het kind haar huisje als loon voor de drie jaren waarin ze de ganzen hoedde. De oude vrouw verdwijnt plots en de muren knetteren wat na. Het huisje is veranderd in een prachtig paleis met gedekte tafels en dienaren. Het verhaal gaat verder, maar de grootmoeder van de verteller is vergeetachtig en weet de rest niet meer. De verteller denkt dat de koningsdochter met de graaf is getrouwd en ze samen gelukkig waren zolang God dit wilde. De verteller weet niet of de sneeuwwitte ganzen allemaal meisjes waren en weet ook niet of ze hun menselijke gedaante terugkregen en als dienaressen leefden aan het hof van het jonge paar. De oude vrouw was zeker geen heks, maar een wijze vrouw die het goed bedoelde. Waarschijnlijk was het dezelfde vrouw die bij de geboorte van het jongste prinsesje de gave schonk om parels te huilen in plaats van tranen. Tegenwoordig komt dat niet meer voor, anders zouden de arme mensen zeer snel rijk zijn.

## Achtergronden bij het sprookje
- Het sprookje werd verteld door Andreas Schuhmacher uit Wenen en was opgetekend in Almanach deutscher Volksmärchen uit 1840.
- De behulpzame oude vrouw komt in vele sprookjes voor, bijvoorbeeld in De twaalf broeders (KHM9), De duivel met de drie gouden haren (KHM29), De roverbruidegom (KHM40), De drie vogeltjes (KHM96), De zoete pap (KHM103), De groente-ezel (KHM122), De duivel en zijn grootmoeder (KHM125), De stukgedanste schoentjes (KHM133), De ware bruid (KHM186), Het klosje, de schietspoel en de naald (KHM188) en De laars van buffelleer (KHM199).
- Het vlies lijkt op een soort onzichtbaarheidsmantel, alleen 's nachts toont de koningsdochter haar ware schoonheid.
- De oude vrouw vraagt om hulp en deze betovering werkt, zoals ook in Jorinde en Joringel (KHM
- Sigmund Freud vergelijkt de derde dochter met de doodsgodin (denk aan Vrouw Holle of Hel), die aangezien wordt voor liefdesgodin.
- Er zijn talrijke varianten met een einde, waarin de koning tijdens het eten het belang van zout inziet (zoals het Engelse The Dirty Shepherdess).
- Vergelijk Het meisje zonder handen (KHM31), Bontepels (KHM65) en De slimme boerendochter (KHM94).
- Het zout verwijst naar tranen. Zie ook King Lear en De koopman van Venetië van Shakespeare.
- Een bron met drie oude eiken lijkt te verwijzen naar een cultusplaats. Zie ook De kikkerkoning (KHM1), Van de wachtelboom (KHM47) en De raap (KHM146).
- Van de oude (wijze) vrouw wordt gezegd dat zij het meisje een gave schonk bij haar geboorte, dit komt ook voor in Doornroosje (KHM50).
- Middernacht is het tijdstip waarop vaak griezelige of magische dingen plaatsvinden. Het speelt in de volgende verhalen een rol; in Sprookje van iemand die erop uittrok om te leren griezelen (KHM4) maakt de jongen een vuur, Zusje kan haar kind alleen zien rond middernacht in een versie van Broertje en zusje (KHM11), de reus slaat het bed doormidden in Het dappere snijdertje (KHM20), in Assepoester (KHM21) wordt de betovering verbroken, in De gouden vogel (KHM57) worden appels gestolen, de jongen vindt de reuzen in De volleerde jager (KHM111), de duivels dobbelen in De koningszoon die nergens bang voor was (KHM121), de draak komt thuis in De duivel en zijn grootmoeder (KHM125), de betovering wordt verbroken in Het boshuis (KHM169), de rovers komen thuis in De avonturen van een soldaat, in Het verhaal van Schele Guurte arriveren Berend met de honden en Derk met de beer op kerstavond met de Wilde Jacht.